# Sarah Springman
Sarah Springman (Londen, 26 december 1956) is een Britse civiel ingenieur, die van januari 2015 tot januari 2022 rector van de Technische Universiteit (ETH) van Zürich was. Eerder was ze lange tijd actief als triatlete en als sportbestuurder. In 1997 werd ze officier in de Orde van het Britse Rijk en in 2012 commandeur in dezelfde orde. In 2009 werd ze Fellow of the Royal Academy of Engineering.

## Academische carrière
Springman werd in 1997 hoogleraar Geotechniek aan de ETH Zürich en in 2007 adjunct-hoofd van het instituut voor Geotechniek. Ze werd rector van de universiteit in januari 2015.
De nadruk van Springmans werk ligt op het modelleren van bodemstructuur-interacties, zoals die kunnen optreden bij de bouw van o.a. funderingen en boortorens.

## Sport
Ze werd tweemaal Europees kampioene triatlon op de lange afstand en eenmaal op de olympische afstand. Verder werd ze elfmaal Brits kampioene en nam ze vijfmaal deel aan de Ironman Hawaï.
In 1985 behaalde ze haar eerste succes door bij de Europese kampioenschappen lange afstand in Almere een gouden medaille te veroveren. Ze finishte in 10:18.53 achter de Nieuw-Zeelandse Erin Baker, die de triatlon van Almere won met een ruime voorsprong in 9:26.30.
Van 1992-1996 was Springman vice-president van de International Triathlon Union (ITU). In deze tijd speelde ze een belangrijke rol in de opname van triatlon in de Olympische spelen. Op 31 december 2012 trad ze af als de president van de Britse Triatlon Union, nadat Team GB zijn eerste triatlon medaille had binnengesleept. Het daaropvolgende jaar kreeg ze een Lifetime Achievement Award van de Sunday Times en werd uitgeroepen tot Sky Sports Sportwoman of the Year.

## Titels
- Europees kampioene triatlon op de lange afstand - 1985, 1986
- Europees kampioene triatlon op de olympische afstand - 1988

## Belangrijkste prestaties

### triatlon
- 1983: 8e Triatlon van Nice
- 1984: 7e Triatlon van Nice
- 1984: 11e Ironman Hawaï - 11:22.24
- 1985:  EK lange afstand in Almere - 10:18.53
- 1985: 5e Ironman Hawaï - 10:47.35
- 1985: 5e Triatlon van Nice
- 1986:  EK lange afstand in Säter - 9:59.49
- 1986:  EK olympische afstand in Milton Keynes - 2:18.40
- 1987:  EK olympische afstand in Marseille - 2:20.30
- 1987:  EK lange afstand in Joroinen - 9:52.37
- 1987: 5e Ironman Hawaï - 10:08.25
- 1988:  EK olympische afstand in Venetië - 2:04.53
- 1988: 7e Ironman Hawaï - 10:02.02
- 1989:  EK olympische afstand in Cascais - 2:22.36
- 1989:  EK lange afstand in Rødekro - 9:48.45
- 1990: 10e EK olympische afstand in Linz - 2:12.34
- 1991: 17e EK olympische afstand in Genève - 2:14.54